# Зови меня Дрозд
«Зови́ меня́ Дрозд» — российский фильм в жанре мелодрамы режиссёра Павла Мирзоева. Премьера состоялась 8 декабря 2020 года на кинофестивале «Окно в Европу».

## Сюжет
Главный герой — 14-летний подросток Костя Лосев, чьи родители разводятся, а сам он безнадёжно влюблён в одноклассницу Дину, которая встречается с другим парнем — Вэлом. Костя пишет песни в жанре «рэп» и пытается их исполнять на молодёжном концерте, но из-за стеснительности у него ничего не получается. Однажды в социальной сети к нему в друзья добавляется некто под никнеймом Дрозд. Костя начинает общаться с этим Дроздом и постепенно учится преодолевать свою застенчивость.

## В ролях
| Актёр               | Роль                    |
| ------------------- | ----------------------- |
| Иван Логинов        | Костя Лосев / «Кот»     |
| Валентина Ляпина    | Дина                    |
| Кирилл Кяро         | Сергей, отец Кости      |
| Юлия Марченко       | Мария, мать Кости       |
| Максим Сапрыкин     | Валера / «Вэл»          |
| Ася Домская         | Юлия, новая жена Сергея |
| Серафима Красникова | Людмила Ивановна        |
| Светлана Рубан      | мать Дины               |
| Есения Григорьева   | Тоня                    |
| Максим Логинов      | следователь             |

## Награды
- Специальный приз жюри кинофестиваля «Окно в Европу» — «За свет и искренность», Выборг (2020);
- XXV кинофестиваль «Созвездие» — призы за лучшую мужскую роль второго плана (Кирилл Кяро) и лучший мужской дюбют (Иван Логинов) (2021)[1].

## Рецензии
Фильм в целом получил положительные отзывы со стороны критиков. Так, Валерий Кичин в своей рецензии отметил, что Павел Мирзоев сделал фильм о любви как источнике жизни. На сайте TimeOut.ru отмечено, что «герои симпатичны — и почти идеальны, хотя время от времени творят милые глупости вроде несанкционированного угона мотоцикла у зазевавшегося папаши. Однако проблемы, с которыми они сталкиваются, вполне понятны и абсолютно реальны».